# Hans Hopf
Pour les articles homonymes, voir Hopf.
Hans Hopf (Nuremberg, 2 août 1916 – Munich, 25 juin 1993 ) est un ténor allemand, l'un des plus éminents heldentenor de l'après-guerre (1939-1945).

## Biographie
Il étudie à Munich avec Paul Bender, et débute dans cette ville, au Landestheater, en 1936, dans le rôle de Pinkerton de Madame Butterfly. Il chante comme ténor lyrique au Stadttheater de Augsburg de 1939 à 1942, puis se joint à l'Opéra d'Oslo (1942-44), où il se perfectionne avec R. Bjarne.
Une fois la guerre finie, il se concentre de plus en plus vers les rôles plus lourds, d'abord au Staatsoper de Berlin (1946-48), puis au Staatsoper de Dresde (1948-49). Il devient membre permanent de la troupe de l'Opéra d'État de Bavière à Munich, et membre invité à l'Opéra d'État de Vienne en 1949. Il paraît pour la première fois au Festival de Bayreuth en 1951, où il s'illustre dans les rôles wagnériens : Tannhäuser, Walther von Stolzing, Froh, Tristan, Siegmund, Siegfried, Parsifal. La même année, il participe au concert inaugural de réouverture du Festival de Bayreuth dirigé par Wilhelm Furtwangler, dans la 9ème symphonie de Beethoven.  
Désormais tenu comme l'un des grands ténors wagnériens de son époque, il est invité au Metropolitan Opera de New York (1952-63), à La Scala de Milan, au Royal Opera House de Londres, au Palais Garnier de Paris, au Teatro Colon de Buenos Aires, où il triomphe dans le répertoire wagnérien.
Il débute au Festival de Salzbourg en 1954, en Max dans Der Freischütz, et se produit sur toutes les grandes scènes lyriques d'Europe (Zurich, Amsterdam, Barcelone, Lisbonne, Florence, Stockholm, Moscou, etc) et d'Amérique (Chicago, San Francisco, Mexico, Rio de Janeiro, etc.).
Outre les rôles wagnériens, il était très apprécié en Florestan, Otello, L'Empereur. Il a laissé de nombreux enregistrements, dont une intégrale de Luisa Miller (1944) chantée en allemand, aux côtés de Maria Cebotari.

## Source
Operissimo.com (Biographie en allemand)